# Влодзиці-Великі
Влодзиці-Великі (пол. Włodzice Wielkie, нім. Groß Walditz) — село в Польщі, у гміні Львувек-Шльонський Львувецького повіту Нижньосілезького воєводства.
Населення — 413 осіб (2011).
У 1975-1998 роках село належало до Єленьоґурського воєводства.

## Демографія
Демографічна структура станом на 31 березня 2011 року:
|          | Загалом | Допрацездатний вік | Працездатний вік | Постпрацездатний вік |
| -------- | ------- | ------------------ | ---------------- | -------------------- |
| Чоловіки | 202     | 52                 | 129              | 21                   |
| Жінки    | 211     | 43                 | 127              | 41                   |
| Разом    | 413     | 95                 | 256              | 62                   |